# René Privat
René Privat es un ciclista francés, nacido el 4 de diciembre de 1930 en Coux (Ardèche) y fallecido el 19 de julio de 1995 en Puy-en-Velay (Haute-Loire).
Después de iniciarse en el ciclismo en clubs privados con el campeón local Michel Malleval, firmó un contrato con la Unión Ciclista Valentinoise. Hizo su debut como ciclista profesional en 1953.

## Palmarés
| 1953 - 1 etapa del Tour de l'Ouest 1954 - 1 etapa de la Dauphiné Libéré 1955 - Critérium Internacional - Génova-Niza - 1 etapa de la Dauphiné Libéré - 1 etapa de la Lyon - Montluçon - Lyon - 1 etapa del Tour du Sud-Est 1956 - Boucles de Seine Saint-Denis - 2.º en el Campeonato de Francia de ciclismo en ruta 1957 - París-Limoges - 1 etapa de la Dauphiné Libéré - 3 etapas del Tour de Francia | 1958 - Tour du Var, más 1 etapa 1959 - Tour du Sud-Est, más 1 etapa - GP Stan Ockers - 1 etapa del Tour du Var - 3.º en el Campeonato de Francia de ciclismo en ruta 1960 - Milán-San Remo - 1 etapa del Tour de Francia - Ronde de Seignelay - 1 etapa del Tour du Sud-Est |

## Resultados en las grandes vueltas

### Tour de Francia
- 1953: abandonó
- 1954: 52.º
- 1956: 9.º
- 1957: 31.º
- 1958: 60.º
- 1959: abandonó
- 1960: abandonó
- 1961: abandonó